# Африкансько-Антарктичний хребет
Африкансько-Антарктичний хребет підняття дна Південного океану між 0—35° сх. д., продовження Південно-Атлантичного хребта. Витягнутий на 3000 км із заходу на схід, де переходить у плато Крозе. Є мезо-кайнозойським підняттям океанічного ложа. Глибини 3000—4000 м, на окремих вершинах убувають до 315 м на сході і 413 м на заході. Ґрунт — переважно діатомові мули.